# Gran marcha triunfal
La Gran marcha triunfal (en italiano «Gran marcia trionfale») fue el segundo himno del Papa y la Ciudad del Vaticano, en reemplazo de Noi vogliam Dio, Vergine Maria.
Fue escrita en 1857 por Viktorin Hallmayer, por aquel entonces director de la banda del 47.º Regimiento de infantería de línea austríaco, el regimiento del conde Kinsky, acuartelado en los Estados Pontificios.
La marcha fue estrenada en la tarde del 9 de junio de 1857, para celebrar la entrada del papa Pío IX a Bolonia. Inmediatamente se popularizó y fue usada repetidamente en el viaje del papa a Florencia y otras ciudades de Italia central, y en el regreso a Roma el 5 de septiembre de 1857. También se tocó en las calles de Roma para celebrar el Tratado de Letrán entre el papado y el Reino de Italia el 11 de febrero de 1929, y el fin de la cuestión romana. 
La marcha de Hallmayers, de estilo alegre y valseado corresponde a la época de su composición, pero en el Año Santo de 1950, el papa Pío XII decide reemplazarla como himno por el Inno e Marcia Pontificale , compuesto en 1869 por Charles Gounod, que presenta un estilo más compatible con el carácter religioso. La última interpretación oficial fue en la Nochebuena de 1949. 